# Silvanus lateritius
Silvanus lateritius es una especie de coleóptero de la familia Silvanidae.

## Distribución geográfica
Habita en Australia, Madeira, Nueva Zelanda, Hawái y Sudáfrica.